# Cultigen
Se denomina cultigen (del latín cultus - cultivado, y gens - tipo) a una planta que ha sido alterada o seleccionada por los humanos; es resultado de un proceso de selección artificial. Estas plantas "producidas por el hombre" o antropogénicas son en su gran mayoría, plantas con aplicaciones comerciales que son utilizadas en la horticultura, agricultura y silvicultura. Debido a que a las cultigens se las define de acuerdo al modo en que han sido concebidas y sin importar donde es que se desarrollan, las plantas que cumplen con esta definición siguen siendo cultigens aun cuando se hayan naturalizado en montes salvajes, hayan sido plantadas en forma deliberada en campos vírgenes, o crezcan en forma de cultivos.